# هالیوود ریپورتر
هالیوود ریپورتر (انگلیسی: The Hollywood Reporter) برند رسانه‌ای است که در سال ۱۹۳۰ ایجاد شده و بر روی صنعت فیلم هالیوود، تلویزیون و سرگرمی تمرکز دارد. در کنار این موضوعات صنعت مد، دانش مالی، قانون، فناوری، روش زندگی و سیاست نیز از موضوعاتی هستند که در این رسانه بازتاب می‌یابند.